# Inga Berit Svestad
Inga Berit Svestad (født 28. juni 1985 i Åndalsnes, Møre og Romsdal) er en norsk håndboldspiller. Hun spiller pt. for Byåsen HE, og Norges håndboldlandshold.
Hun fik sin debut på landsholdet i 2009. Hun har spillet 13 kampe og scoret 15 mål.